# Fisher County
Fisher County är ett administrativt område i centrala delen av delstaten Texas, USA, med 3 974 invånare (2010). Den administrativa huvudorten (county seat) är Roby. 

## Geografi
Enligt United States Census Bureau så har countyt en total area på 2 336 km². 2 334 km² av den arean är land och 2 km² är vatten. 

### Angränsande countyn
- Stonewall County - norr
- Jones County - öster
- Nolan County - söder
- Scurry County - väster
- Kent County - nordväst